# Stefon Harris
Stefon Harris (* 23. března 1973) je americký jazzový vibrafonista a hudební skladatel. Narodil se ve městě Albany a studoval hudbu na newyorské konzervatoři Manhattan School of Music. Původně se chtěl stát klasickým hudebníkem, ale později se začal věnovat jazzu. Rovněž byl členem kapely Classical Jazz Quartet, která do jazz s klasikou míchala. Své první album nazvané A Cloud of Red Dust vydal roku 1998 a následovala řada dalších. Během své kariéry spolupracoval s mnoha hudebníky, mezi které patří například David Sánchez, Steve Turre, Courtney Pine, Ry Cooder, Jason Moran, Diana Krall nebo Mulgrew Miller.